# Andrea Cozzolino
Andrea Cozzolino, né le 3 août 1962 à Naples, est un homme politique italien, membre du Parti démocrate (PD).

## Biographie
À la fin des années 1970, Andrea Cozzolino fait partie des fondateurs de l'association des étudiants de Naples contre la camorra. Il adhère au mouvement de jeunesse du Parti communiste italien, avant de rejoindre le Parti des démocrates de gauche, les Démocrates de gauche puis le Parti démocrate.
Le 25 mai 2014 il est élu député européen d'Italie de la 8e législature.
En décembre 2022, son nom est évoqué dans le cadre du scandale de corruption par le Qatar au Parlement européen.

## Scandale du Qatargate
Andrea Cozzolino, membre du Parlement européen (MEP) italien, est au cœur du scandale de corruption par le Qatar au Parlement européen de corruption connu sous le nom de « Qatargate ». Cette affaire a éclaté à la fin de l'année 2022. Ce scandale implique des allégations selon lesquelles des responsables politiques européens auraient accepté des pots-de-vin de pays étrangers, notamment le Qatar et le Maroc, en échange d'influence sur les décisions parlementaires.
Les origines du scandale remontent au 9 décembre 2022, lorsque la police belge a effectué des perquisitions dans plusieurs bureaux et résidences à Bruxelles, saisissant environ 1,5 million d'euros en espèces. Parmi les personnes arrêtées figuraient des députés européens tels qu'Eva Kaili et Pier Antonio Panzeri, ce dernier étant considéré comme le principal orchestrateur du réseau de corruption.
Andrea Cozzolino est accusé d'avoir reçu des pots-de-vin pour protéger les intérêts du Qatar et du Maroc au sein du Parlement européen. Selon des documents judiciaires, il aurait accepté des paiements en échange de son soutien à des politiques favorables à ces pays, avec des témoignages indiquant qu'il aurait reçu 250 000 euros pour sa campagne électorale. La chronologie des événements a été marquée par plusieurs étapes clés.
En janvier 2023, le Parlement européen a reçu une demande du bureau du procureur belge pour lever l'immunité parlementaire de Cozzolino et d'un autre MEP, Marc Tarabella. Le 31 janvier, le Parlement a voté pour lever l'immunité de Cozzolino, ce qui a ouvert la voie à son arrestation.
Le 10 février, il a été arrêté à Naples sous un mandat d'arrêt européen émis par les autorités belges et placé sous assignation à résidence pendant que les procédures judiciaires se poursuivaient.
En avril 2023, une audience a eu lieu pour déterminer si Cozzolino serait extradé vers la Belgique, mais cette audience a été reportée plusieurs fois alors que les juges attendaient des informations supplémentaires sur les accusations portées contre lui.
En juin 2023, les procureurs belges ont annoncé que Cozzolino avait été officiellement inculpé dans le cadre de l'enquête sur la corruption au Parlement européen. Andrea Cozzolino a nié toutes les accusations portées contre lui. Son avocat a qualifié le mandat d'arrêt d'«imprécis » et a critiqué le manque de transparence dans les preuves fournies par les procureurs belges. Cozzolino a déclaré qu'il n'avait rien à se reprocher et qu'il avait toujours agi dans l'intérêt public. L'implication de Cozzolino pourrait avoir un impact sur la politique italienne, surtout compte tenu de son rôle en tant que membre influent du Parlement.
L'affaire "Qatargate" est un exemple frappant des défis auxquels font face les institutions démocratiques face à la corruption. Andrea Cozzolino, en tant que figure centrale dans cette enquête, est confronté à des accusations graves qui pourraient avoir des répercussions durables non seulement sur sa carrière politique mais aussi sur l'image du Parlement européen dans son ensemble.